# Jorge Cabrera Silva
Jorge Martiniano Cabrera Silva (Chile, 1 de noviembre de 1955) es un exfutbolista chileno. Jugaba como delantero.

## Trayectoria
Tras unirse a las divisiones inferiores de Ferroviarios, debutó como profesional en 1973. tras consolidarse como uno de los goleadores de la Segunda División 1976, la temporada siguiente pasó a Universidad de Chile, en donde disputó un partido de liga. En 1978 pasó a formar parte del plantel de Deportes Arica, equipo que debutaba como profesional esa temporada. Luego de casi lograr un ascenso en 1979, en 1981 consolida su nivel obteniendo los título de Apertura como el campeonato de Segunda División, logrando el ascenso a la máxima categoría del fútbol chileno.
En el equipo ariqueño es el máximo goleador histórico del club, recordándose goles ante Colo-Colo en Santiago, en una victoria por 0-2 en 1983, como una por 1-3 al año siguiente, en donde marcó todos los goles. Además, el es goleador histórico ante el eterno rival Deportes Iquique, con 5 goles.
Consumado el descenso a la Segunda División tras perder ante Cobreloa por la última fecha del torneo de 1985, para el año siguiente ficha por Everton, donde a fines de temporada se retira del fútbol.

## Selección nacional
Fue internacional con la Selección de Chile, siendo convocado por Pedro Morales en febrero de 1985 para un partido amistoso ante su similar de Finlandia. Participó los 90 minutos en la victoria chilena por 2-0.

#### Partidos internacionales
| Partidos internacionales | Partidos internacionales | Partidos internacionales               | Partidos internacionales | Partidos internacionales | Partidos internacionales | Partidos internacionales | Partidos internacionales | Partidos internacionales | Partidos internacionales |
| N.º                      | Fecha                    | Estadio                                | Local                    | Resultado                | Visitante                | Goles                    | Asistencias              | DT                       | Competición              |
| ------------------------ | ------------------------ | -------------------------------------- | ------------------------ | ------------------------ | ------------------------ | ------------------------ | ------------------------ | ------------------------ | ------------------------ |
| 1                        | 8 de febrero de 1985     | Estadio Sausalito, Viña del Mar, Chile | Chile                    | 2-0                      | Finlandia                |                          |                          | Pedro Morales            | Amistoso                 |
| Total                    | Presencias               | 1                                      | Goles                    | 0                        |                          |                          |                          |                          |                          |

| Selección chilena | Selección chilena | Selección chilena |
| Año               | Partidos          | Goles             |
| ----------------- | ----------------- | ----------------- |
| 1985              | 1                 | 0                 |
| Total             | 1                 | 0                 |

## Clubes
| Club                 | País  | Año       |
| -------------------- | ----- | --------- |
| Ferroviarios         | Chile | 1973-1976 |
| Universidad de Chile | Chile | 1977      |
| Deportes Arica       | Chile | 1978-1985 |
| Everton              | Chile | 1986      |

## Palmarés

### Campeonatos nacionales
| Título                                        | Club           | País  | Año  |
| --------------------------------------------- | -------------- | ----- | ---- |
| Campeonato de Apertura de la Segunda División | Deportes Arica | Chile | 1981 |
| Primera B                                     | Deportes Arica | Chile | 1981 |

### Distinciones individuales
| Distinción                                                   | Año       |
| ------------------------------------------------------------ | --------- |
| Máximo goleador histórico de San Marcos de Arica (101 goles) | 1978-1985 |